# Véry
Véry és un municipi francès situat al departament del Mosa i a la regió del Gran Est. L'any 2007 tenia 88 habitants.

## Demografia

### Població
El 2007 la població de fet de Véry era de 88 persones. Hi havia 40 famílies, de les quals 12 eren unipersonals (12 dones vivint soles i 12 dones vivint soles), 20 parelles sense fills i 8 parelles amb fills.
La població ha evolucionat segons el següent gràfic:
Habitants censats

### Habitatges
El 2007 hi havia 63 habitatges, 41 eren l'habitatge principal de la família, 17 eren segones residències i 5 estaven desocupats. 62 eren cases i 1 era un apartament. Dels 41 habitatges principals, 36 estaven ocupats pels seus propietaris, 4 estaven llogats i ocupats pels llogaters i 1 estava cedit a títol gratuït; 3 tenien tres cambres, 6 en tenien quatre i 32 en tenien cinc o més. 30 habitatges disposaven pel capbaix d'una plaça de pàrquing. A 25 habitatges hi havia un automòbil i a 9 n'hi havia dos o més.

### Piràmide de població
La piràmide de població per edats i sexe el 2009 era:
| Homes | Edats   | Dones |
| ----- | ------- | ----- |
| 0     | 95 o +  | 0     |
| 0     | 90 a 94 | 0     |
| 0     | 85 a 89 | 0     |
| 0     | 80 a 84 | 0     |
| 8     | 75 a 79 | 8     |
| 16    | 70 a 74 | 8     |
| 0     | 65 a 69 | 0     |
| 4     | 60 a 64 | 4     |
| 0     | 55 a 59 | 0     |
| 8     | 50 a 54 | 0     |
| 0     | 45 a 49 | 12    |
| 4     | 40 a 44 | 4     |
| 0     | 35 a 39 | 0     |
| 0     | 30 a 34 | 8     |
| 0     | 25 a 29 | 0     |
| 0     | 20 a 24 | 8     |
| 4     | 15 a 19 | 0     |
| 0     | 10 a 14 | 0     |
| 0     | 5 a 9   | 0     |
| 0     | 0 a 4   | 0     |

## Economia
El 2007 la població en edat de treballar era de 55 persones, 38 eren actives i 17 eren inactives. De les 38 persones actives 36 estaven ocupades (19 homes i 17 dones) i 2 estaven aturades (1 home i 1 dona). De les 17 persones inactives 6 estaven jubilades, 2 estaven estudiant i 9 estaven classificades com a «altres inactius».
Activitats econòmiques
L'únic establiment que hi havia el 2007 era d'una empresa d'hostatgeria i restauració.
L'únic servei als particulars que hi havia el 2009 era un guixaire pintor.
L'any 2000 a Véry hi havia 16 explotacions agrícoles que ocupaven un total de 1.164 hectàrees.

## Poblacions més properes
El següent diagrama mostra les poblacions més properes.